# Бутов, Григорий Андреевич
Григо́рий Андре́евич Бу́тов (1901, Кулебаки — 25 мая 1918, там же) — красногвардеец, именем которого названа улица.

## Биография
Родился в 1901 году в селе Кулебаки Ардатовского уезда Нижегородской губернии. После Октябрьской революции 1917 года стал членом кулебакского отряда Красной гвардии. 25 мая 1918 года в Кулебаках произошли вооружённые столкновения, во время которых группа правых эсеров совершила нападение на штаб Красной гвардии и бросила в него бомбу. В результате нападения трое красноармейцев (Бутов, Шипов и Есин) погибли. В тот же день мятеж был подавлен, а комитет правых эсеров арестован. Бутов и другие погибшие красноармейцы были похоронены в Кулебаках на братском кладбище. 

## Память
Именем Григория Андреевича Бутова названа улица в Кулебаках.